# Serafim José de Meneses
Serafim José de Meneses, primeiro e único barão do Araçuaí, (? — Diamantina, 22 de fevereiro de 1867) foi um nobre brasileiro. Recebeu o título de barão por decreto imperial de 14 de março de 1855. Refere-se ao rio Araçuaí, que em tupi significa rio do Sol (devido à quantidade de ouro ali presente).
Era cavaleiro da Imperial Ordem de Cristo e oficial da Imperial Ordem da Rosa.